# Coal River, Tasmanien
Coal River är ett vattendrag i Australien. Det ligger i delstaten Tasmanien, i den sydöstra delen av landet, omkring 16 kilometer nordost om delstatshuvudstaden Hobart.
Trakten runt Coal River består i huvudsak av gräsmarker. Runt Coal River är det ganska tätbefolkat, med 124 invånare per kvadratkilometer. Genomsnittlig årsnederbörd är 697 millimeter. Den regnigaste månaden är juli, med i genomsnitt 78 mm nederbörd, och den torraste är februari, med 41 mm nederbörd.